# Abitain
Abitain ist eine französische Gemeinde mit 115 Einwohnern (Stand 1. Januar 2022) im Département Pyrénées-Atlantiques in der Region Nouvelle-Aquitaine (vor 2016: Aquitanien). Sie gehört zum Arrondissement Oloron-Sainte-Marie und zum Kanton Orthez et Terres des Gaves et du Sel (bis 2015: Kanton Sauveterre-de-Béarn). Die Bewohner werden Abitainois genannt.

## Geographie
Abitain liegt circa 45 Kilometer nordwestlich von Oloron-Sainte-Marie und ist Teil des Lauhiere, ein Landstrich zwischen dem Baskenland und dem Béarn im Norden des Départements. Umgeben wird Abitain von den Nachbargemeinden Escos und Labastide-Villefranche im Norden, Athos-Aspis und Oraàs im Osten, Autevielle-Saint-Martin-Bideren im Süden sowie Ilharre im Westen.
Abitain liegt im Einzugsgebiet des Flusses Adour am Ufer des Gave d’Oloron an der Mündung des Zuflusses Arrioutèque.

## Geschichte
Wegen der Lage am Gave d’Oloron taucht Abitain sehr früh auf unter der römischen Herrschaft. Die geographisch vorteilhafte Lage bewirkte ein schnelles Wachstum. Am Ende des Mittelalters besaß die Siedlung einen gewissen Stellenwert, gefördert von der Landwirtschaft und von der Errichtung mehrerer Gerbereien im 13. Jahrhundert. Die Lage am Fluss bewirkte außerdem die Entscheidung zum Bau von zwei Getreidemühlen im 17. und 18. Jahrhundert am linken Ufer, genannt „de Leü“, von der nur noch Ruinen vorhanden sind, und „de Ségabache“, die heute noch als Sägemühle in Betrieb ist.
Das inmitten des Ortes gelegene, von der Vizegrafschaft von Béarn abhängige Laienkloster besaß eine große Anzahl von Lehensgütern. Die Grabstätte des letzten Abts, verstorben im Jahre 1785, befindet sich in der Ortskirche. Das Klostergebäude wurde 1834 abgerissen. Seine Steine dienten anschließend dem Bau des Schlosses von Escos.

### Einwohnerentwicklung
| Jahr      | 1968 | 1975 | 1982 | 1990 | 1999 | 2008 | 2022 |
| --------- | ---- | ---- | ---- | ---- | ---- | ---- | ---- |
| Einwohner | 158  | 143  | 138  | 126  | 107  | 101  | 115  |

## Sehenswürdigkeiten
- Katholische Pfarrkirche St-Pierre

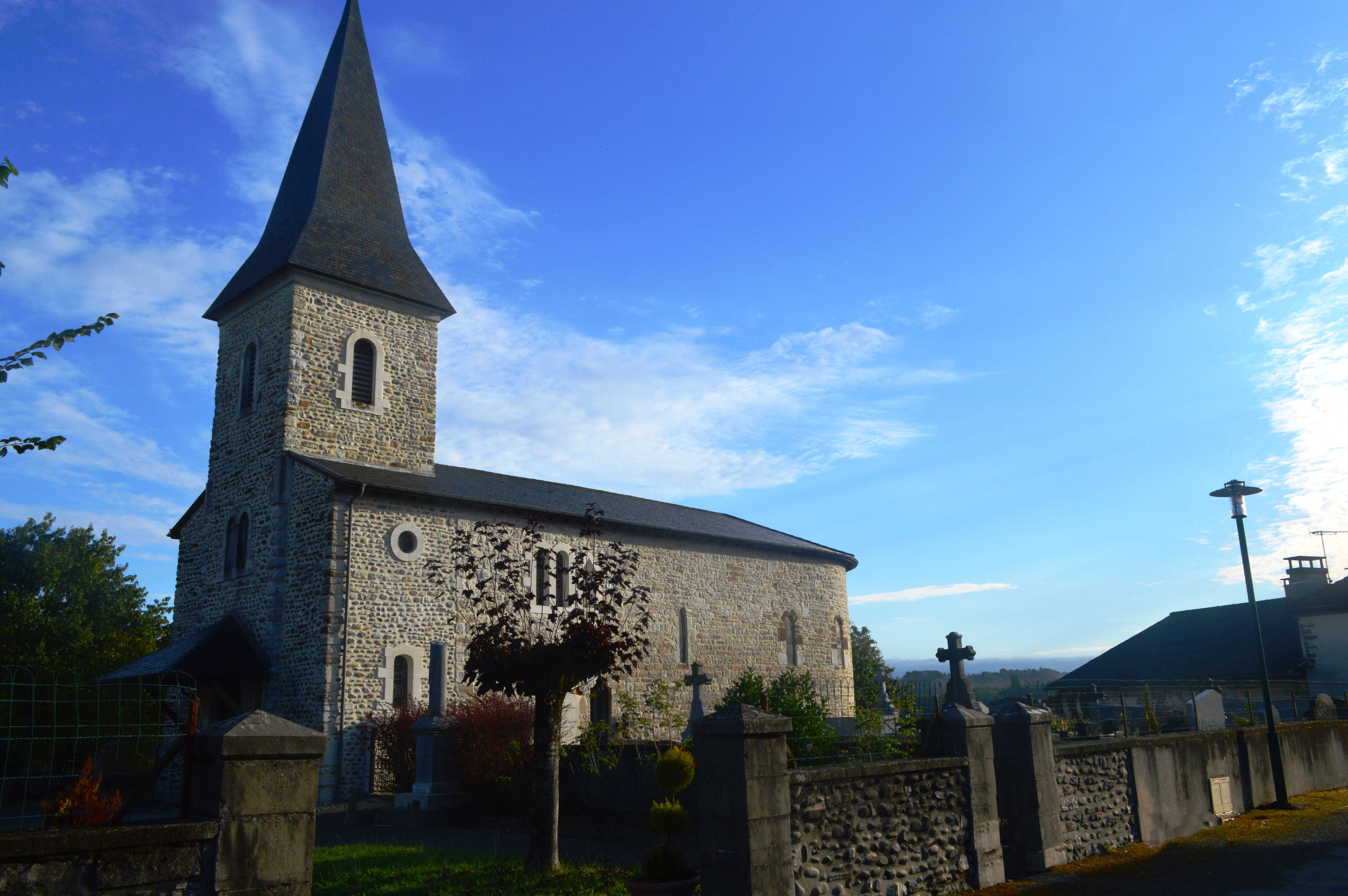
Kirche Saint-Pierre

- Das Haus Bellocq, ein Gebäude aus dem 17. Jahrhundert, ist verbunden mit den letzten Eigentümern des Klosters, den Bellocq (1676–1731). Trotz Umgestaltungen bewahrte das Haus ein Kreuzstockfenster aus dem 17. Jahrhundert.[2]

## Wirtschaft und Infrastruktur
Die Wirtschaft wird in erster Linie von der Landwirtschaft bestimmt, so u. a. vom Anbau von Gemüse, Getreide und Wein. Abitain liegt in den Zonen AOC des Ossau-Iraty, ein traditionell hergestellter Schnittkäse aus Schafmilch, der Schweinerasse und des Schinkens „Kintoa“.

### Verkehr
Die Route départementale 936 (ehemalige Route nationale 636) durchquert den Ort.